# Wattrelos
Wattrelos je francouzské město v departementu Nord v regionu Hauts-de-France.

## Poloha
Město leží u belgických hranic. Sousedí s obcemi Roubaix, Tourcoing, Leers, Herseaux, Mounscron a Luingne.

## Slavní rodáci
- Hector Tiberghien, cyklista
- Albert Lucien Doyen, hudebník

## Partnerská města
- Eschweiler, Německo
- Köthen, Německo
- Guarda, Portugalsko
- Siemianowice Śląskie, Polsko
- Solca, Rumunsko
- Moháč, Maďarsko